# Bernhard M. Hämmerli

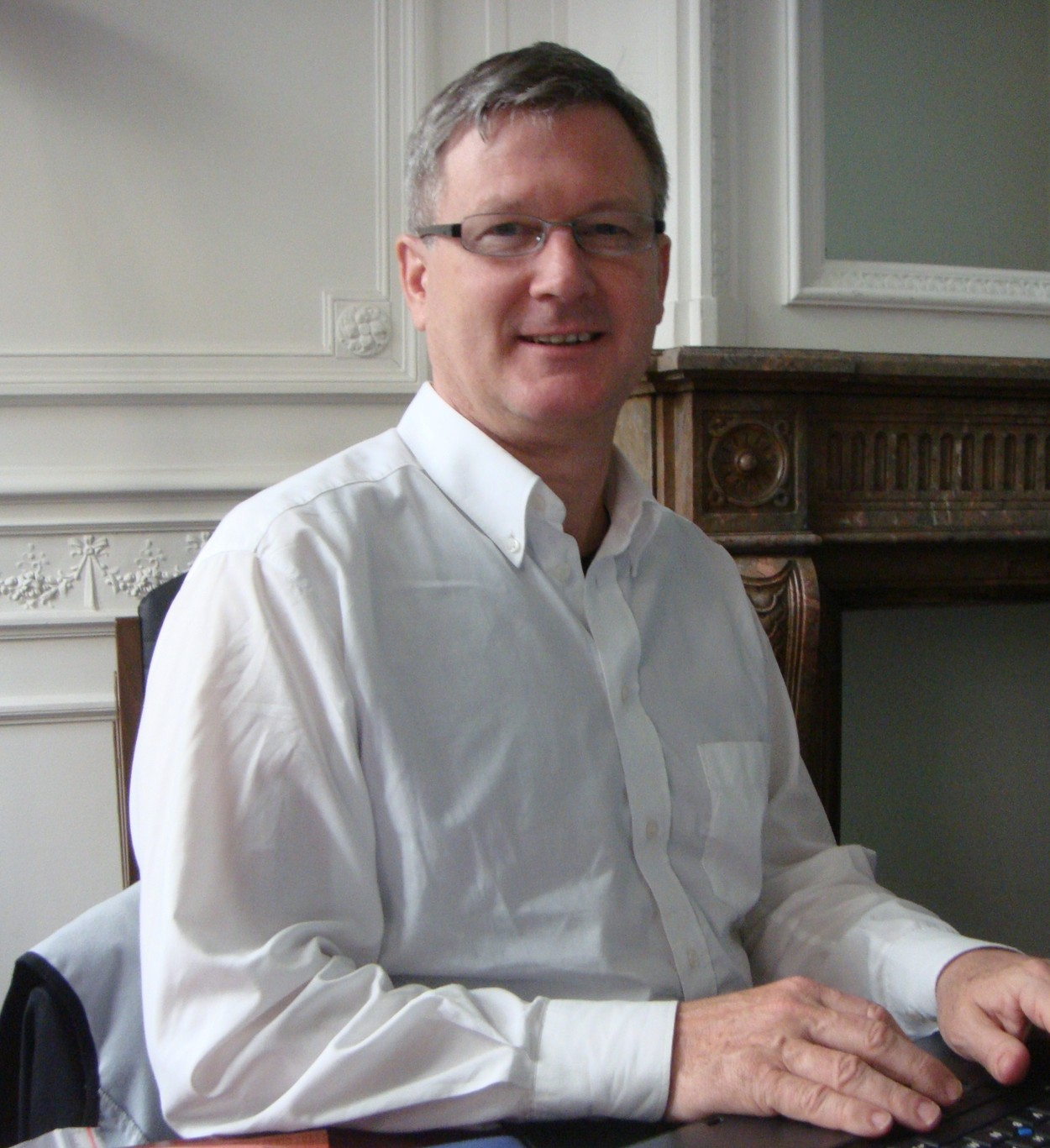
Bernhard M. Hämmerli, 2010

Bernhard M. Hämmerli (* 31. Dezember 1958 in Wettingen) ist ein Schweizer Informatiker auf den Gebieten Kommunikation, Netzwerke und Informationssicherheit. Er ist Spezialist für den Schutz von kritischen Infrastrukturen in der Europäischen Union. Er lehrt international, als Professor sowohl an der Hochschule Luzern und der Hochschule Gjøvik. Von 2008 bis 2012 war er Herausgeber der IEEE Computer Society. Seit 2012 leitet er die Plattform ICT Security der Schweizerischen Akademie der Technischen Wissenschaften. Seit 2018 ist Hämmerli Studiengangsleiter des Studiengangs Information & Cyber Security an der Hochschule Luzern.

## Leben
Hämmerli studierte Elektrotechnik an der ETH Zürich und promovierte 1988. Er arbeitete für die Unternehmen IBM, Swissair, und UBS. Seit 1992 lehrt er als Professor an der jetzigen Hochschule Luzern.  Seit 2009 lehrt er auch an der norwegischen Hochschule Gjøvik.
Hämmerli ist Mitglied zahlreicher wissenschaftlicher und wirtschaftlicher Beratungsgremien und arbeitet für mehrere Fachkonferenzen. Er war im Vorstand der Information Security Society Switzerland (ISSS), als Vizepräsident von 1997 bis 2007, dann als Präsident bis 2009. Hämmerli is auch Mitglied der Societé d’Informaticiens und der IEEE Computer Society, in deren Press Editorial Board er von 2007 bis 2012 wirkte. Von 2006 bis 2010 war er im Aufsichtsrat von IT SEC Swiss. Hämmerli ist im Aufsichtsrat der European Homeland Security Association. Er war von 2009 bis 2014 Präsident der Schweizer Informatik Gesellschaft (SI). 2012 wurde er in die Schweizerische Akademie der Technischen Wissenschaften aufgenommen und wirkt als Leiter der Plattform ICT Security.
Hämmerli ist Herausgeber des europäischen  Critical Information Infrastructure Protection Newsletter und Mitherausgeber von digma, einer Zeitschrift für Datenrecht und Informationssicherheit. Er war mehrfach Mitglied von internationalen Teams für FP7-Projekte, darunter Parsifal zum Thema Protection and Trust in Financial Infrastructures (Schutz und Vertrauen in Infrastrukturen im Finanzwesen).
Seit dem Herbstsemester 2018 ist Hämmerli Studiengangsleiter des Studiengangs Information & Cyber Security an der Hochschule Luzern ‒ Informatik.

## Trivia
In einem Beitrag von Schweizer Radio und Fernsehen zum Thema Datenschutz bei Google wurde er fälschlicherweise als Roger Hämmerli bezeichnet.
Im Sommer 2017 besuchte Bernhard M. Hämmerli das SRKR Engineering College, dort wurde er fälschlicherweise als Bernhard M Hamarily und Bernhard M Hamarili bezeichnet. Zudem wurde das Institut Hochschule Luzern als Lucini University Applied Science of Switzerland bezeichnet.

## Ausgewählte Veröffentlichungen
- Bernhard M. Hämmerli, Stephen D. Wolthusen: Critical (Information) Infrastructure Protection. GI Jahrestagung (1) 2005, S. 466–467.[17]
- Bernhard M. Hammerli: C(I)IP Task Description and a Proposal for a Substitute of National C(I)IP Policies. Darmstadt, 2005, ISBN 0-7695-2426-5.
- Bernhard M. Hämmerli, Robin Sommer: Detection of Intrusions and Malware, and Vulnerability Assessment. In: Proceedings of 4th International Conference, DIMVA 2007, Lucerne, Switzerland, July 12-13. Springer, 2007.[17]
- Bernhard M. Hämmerli, Henning H. Arendt: Challenges for the Protection of Critical ICT-Based Financial Infrastructures. ISSE 2008, S. 319–326.[17]
- Joachim Biskup, Bernhard M. Hämmerli, Michael Meier, Sebastian Schmerl, Jens Tölle, Michael Vogel: 08102 Working Group -- Early Warning Systems. Network Attack Detection and Defense. 2008[17]
- Bernhard M. Hammerli, Andrea Renda: Protecting Critical Infrastructure in the EU. In: Regulatory Policy, CEPS Task Force Reports. 16. Dezember 2010.[18]